# Good Form
Good Form è un singolo della rapper trinidadiana Nicki Minaj, pubblicato il 29 novembre 2018 come quinto estratto dal quarto album in studio Queen.

## Pubblicazione
Good Form è apparsa originariamente il 29 marzo 2018 in uno spot Mercedes-Benz con protagonista la Minaj. Gli strumenti della canzone potevano essere ascoltati in un determinato punto della pubblicità. È stata poi inclusa nell'album Queen della rapper, pubblicato il 10 agosto 2018. Il video ufficiale della canzone è stato pubblicato il 29 novembre 2018, insieme al rapper Lil Wayne che è presente nel remix della canzone.